# Joswin-Motorwagen-Fabrik

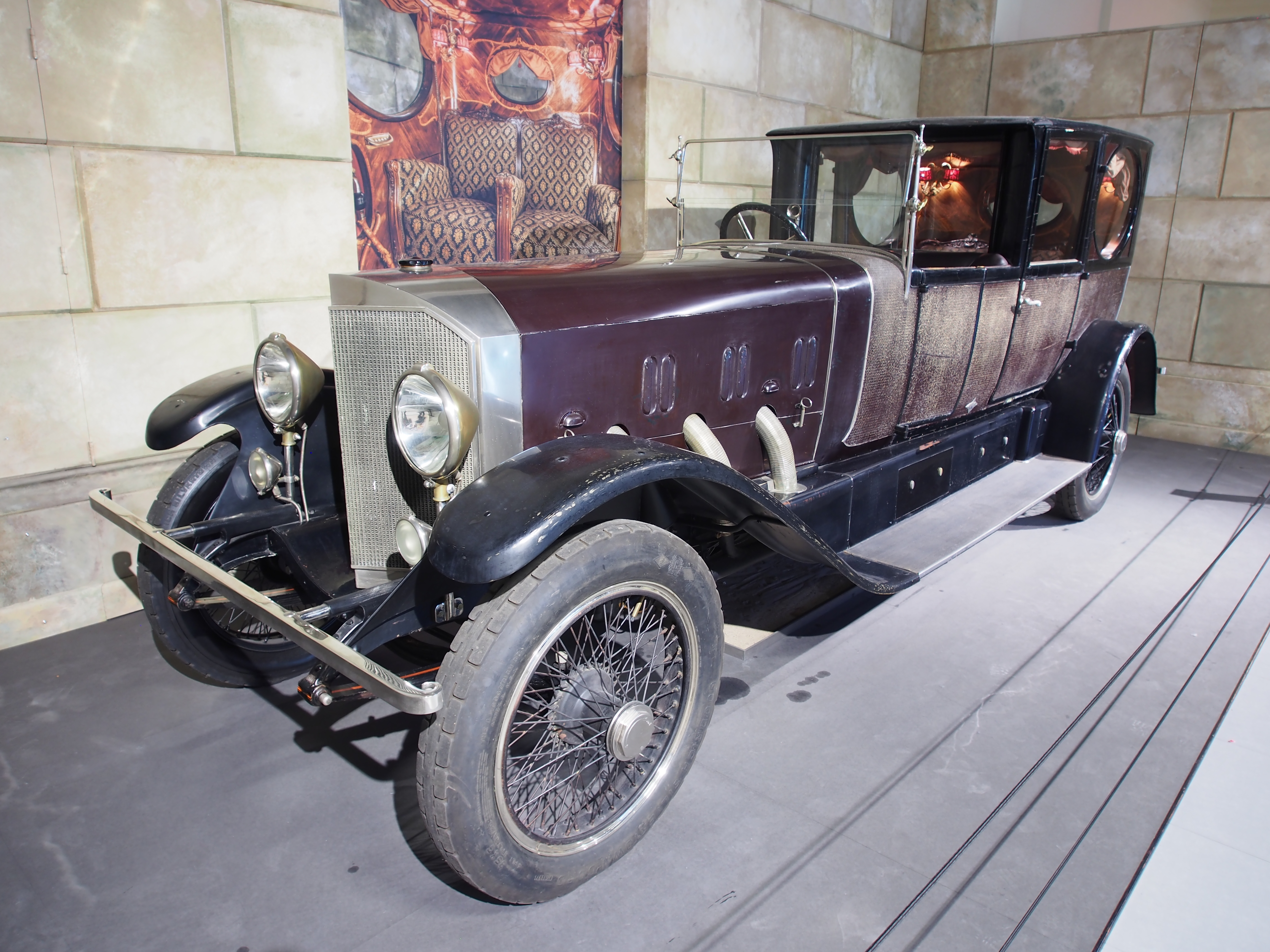
Joswin von 1922 im Louwman Museum

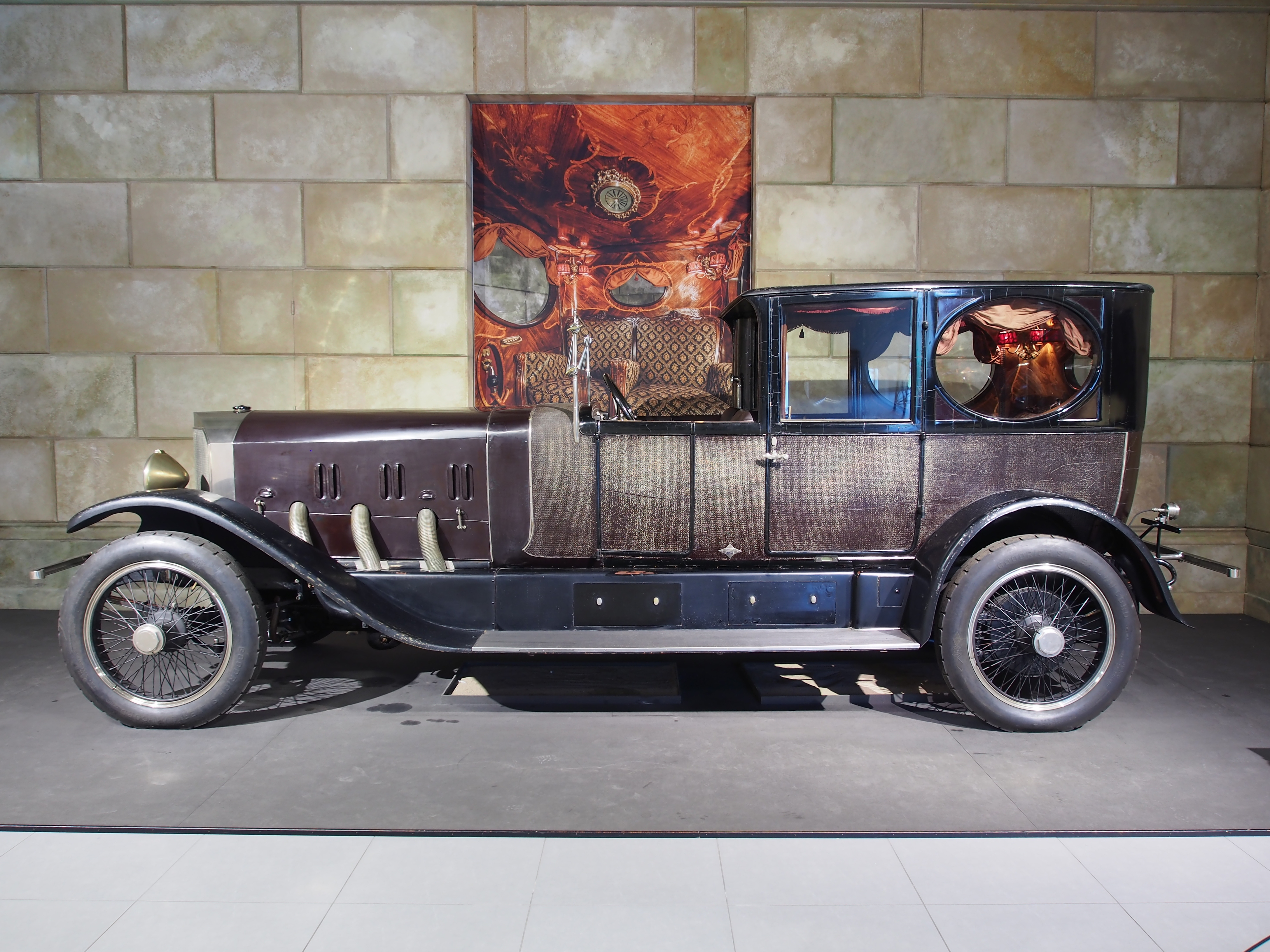
Seitenansicht

Die Joswin-Motorwagen-Fabrik war ein deutscher Automobilhersteller in Berlin-Halensee. Zwischen 1921 und 1926 wurden dort Luxuswagen gefertigt. Gründer und Namensgeber war Josef Winsch.
Winsch verwendete Sechszylinder-Mercedes-Flugmotoren für seine Fahrzeuge. Es gab die Modelle 25/75 PS (6,25 l Hubraum und 75 PS (55 kW) Leistung) und 28/95 PS (7,0 l Hubraum, 95 PS (70 kW) Leistung). Die Aufbauten fertigten namhafte Stellmacherbetriebe, häufig nach Kundenwunsch. Einer dieser Lieferanten war anfangs auch Szawe.
Von den außergewöhnlich leistungsfähigen und teuren Fahrzeugen wurden bis 1926 nur wenige Exemplare gefertigt.
Ein Fahrzeug existiert heute noch.